# Santiago de Liniers y Gallo Alcántara
Santiago de Liniers y Gallo-Alcántara (Madrid, 1842-Madrid, 1908) fue un político, académico, escritor y jurista español, que ostentó el título de conde de Liniers.

## Biografía
Nacido el 23 de junio de 1842 en Madrid, era nieto de Santiago de Liniers, virrey del Río de la Plata. Su madre era Caritina Gallo de Alcántara y Thomé del Castillo, proveniente de una de las ramas menores de la antigua Casa de Gallo, oriunda de Escalada, en Burgos. En 1894 ingresó en la Real Academia Española, en sustitución de Manuel Cañete.

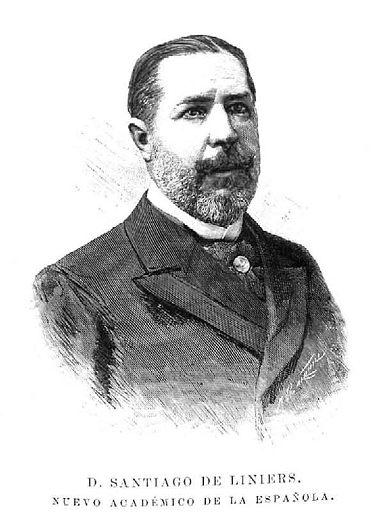
Santiago de Liniers en La Ilustración Española y Americana

Fue redactor o colaborador de publicaciones periódicas madrileñas como El Año 61, El Gobierno, La España, El Noticiero, La Gorda, La Unión Católica y La Cartilla. Más tarde colaboraría con La Ilustración Católica, la revista España o El Tiempo, entre otras. Firmó con frecuencia con el pseudónimo «El Bachiller Bringas». Escribió varias novelas, una colección de romances y Todo el mundo, una obra de sociología práctica, además de colaborar en la redacción de distintas voces del diccionario de la Real Academia Española.
Primer conde de Liniers, título que le concedió Alfonso XIII el 22 de julio de 1900, fue diputado, senador por la provincia de Burgos (1893-1899), senador vitalicio (1900-1908) y gobernador civil de Madrid entre marzo de 1899 y julio de 1900. Perteneció a la Unión Católica. Liniers, de quien se señalaba su amistad con Silvela en la prensa de la época, falleció el 12 de mayo de 1908 en la capital.